# حصن العسلة
حصن العسلة وهو أحد الحصون الأثرية ويقع في جبل العسلة في الجهة الشمالية من منطقة النصب شرق مدينة تعز على بعد (27) كيلومتراً في مديرية ماوية التي تقع على مرتفعات جنوب الجند، وشرق مدينة تعز.

## الوصف المعماري
يحتل الموقع الشرقي من الحصن أساسات مبان مستطيلة يتكون كل منها من غرفتين، ويتوسط هذه المباني بناء مستطيل أكبر اتساعاً يعتقد بأنه كان معبداً أو مزاراً دينياً يطلق عليه الأهالي "مسجد الكفار"، وفي الناحية الشمالية من الموقع يشاهد عمود من حجر البازلت يظهر منه متر واحد والجزء الباقي مدفون في الأرض يزين واجهته نحت بارز يمثل رأس وعل، وفي الناحية الجنوبية الشرقية بقايا مبان تتكون من غرفتين واحدة عليها سور جداري يبلغ طوله (62 متراً) المعثور في المواقع.

## المعثورات الأثرية
عثر في الموقع على بقايا أحجار عليها كتابات بخط المسند.